# L'Année sainte
L'Année sainte is een Franse film van Jean Girault die werd uitgebracht in 1976.
L'Année sainte is de laatste film van Jean Gabin. Jean Girault is de regisseur van Le Gendarme de Saint-Tropez en zijn vijf opvolgers die samen de Gendarme-cyclus uitmaken. 

## Verhaal
Max Lambert is een oude maar taaie gangster die al jaren zit opgesloten in de strenge gevangenis van Melun. Samen met zijn celgenoot Pierre Bizet slaagt hij erin te ontsnappen. Hij is vastbesloten samen met Pierre de grote buit op te graven die hij jaren geleden heeft verstopt in de tuin van een kleine kapel aan de rand van Rome. 
In de Italiaanse hoofdstad wordt het christelijk Heilig Jaar gevierd. Ze vermommen zich als bisschop en priester om minder op te vallen en om zich in Rome onopvallend onder de massa pelgrims te mengen. Maar het vliegtuig waarmee ze naar Rome reizen wordt gekaapt door enkele jonge luchtpiraten.

## Rolverdeling
| Acteur                | Personage                                 |
| --------------------- | ----------------------------------------- |
| Jean Gabin            | Max Lambert alias Monseigneur Lambrecht   |
| Jean-Claude Brialy    | Pierre Bizet, de 'Séminariste'            |
| Danielle Darrieux     | Christina, de hertogin                    |
| Henri Virlogeux       | commissaris Barbier                       |
| Nicoletta Machiavelli | Carla, een terroriste                     |
| Luciano Bartoli       | Louftingue, een kaper                     |
| Paolo Guisti          | Giuseppe, een kaper                       |
| Gianpiero Albertini   | commissaris Mazzola                       |
| Maurice Teynac        | Marcel Scandini                           |
| Umberto Raho          | Giordano, de consul                       |
| Renato Romano         | Boricelli                                 |
| Tommy Duggan          | de hertog, echtgenote van Christina       |
| Dominique Briand      | inspecteur Le Guellec                     |
| Ugo Fangareggi        | de taxichauffeur                          |
| Jacques Marin         | Moreau, een cipier                        |
| Billy Kearns          | de piloot                                 |
| Nicole Desailly       | mevrouw Barbier                           |
| Ahmed El Maanouni     | de directeur van de luchthaven van Tanger |
| El Kébir              | de Marokkaanse gendarme                   |